# Comarca de Ortegal
La comarca de Ortegal es una comarca situada en el noroeste de España, provincia de La Coruña (Galicia). Limita, al norte, con el océano Atlántico y con el mar Cantábrico; al este, con la provincia de Lugo; al sur, con la comarca del Eume; y al oeste, con la comarca de Ferrol.
Está formada por los siguientes municipios: Cariño, Cerdido, Mañón y Ortigueira. Geográficamente el municipio de Cedeira está integrado en la comarca del Ortegal, si bien se escindió de ella cuando se produjo la comarcalización de Galicia.

## Límite entre mar y océano
El hecho de que la comarca limite, simultáneamente, con el océano Atlántico y con el mar Cantábrico, se debe a que tradicionalmente se ha establecido como comienzo de este último mar el cabo Estaca de Bares, punto más septentrional de la península ibérica, ubicado en el municipio de Mañón.

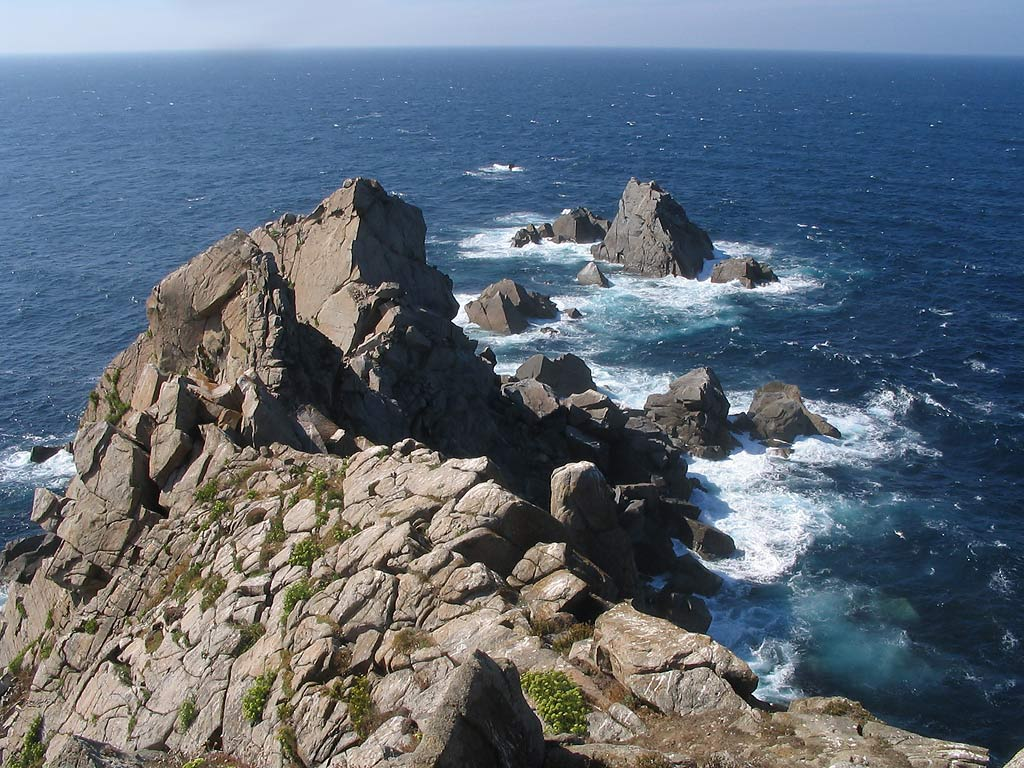
Estaca de Bares
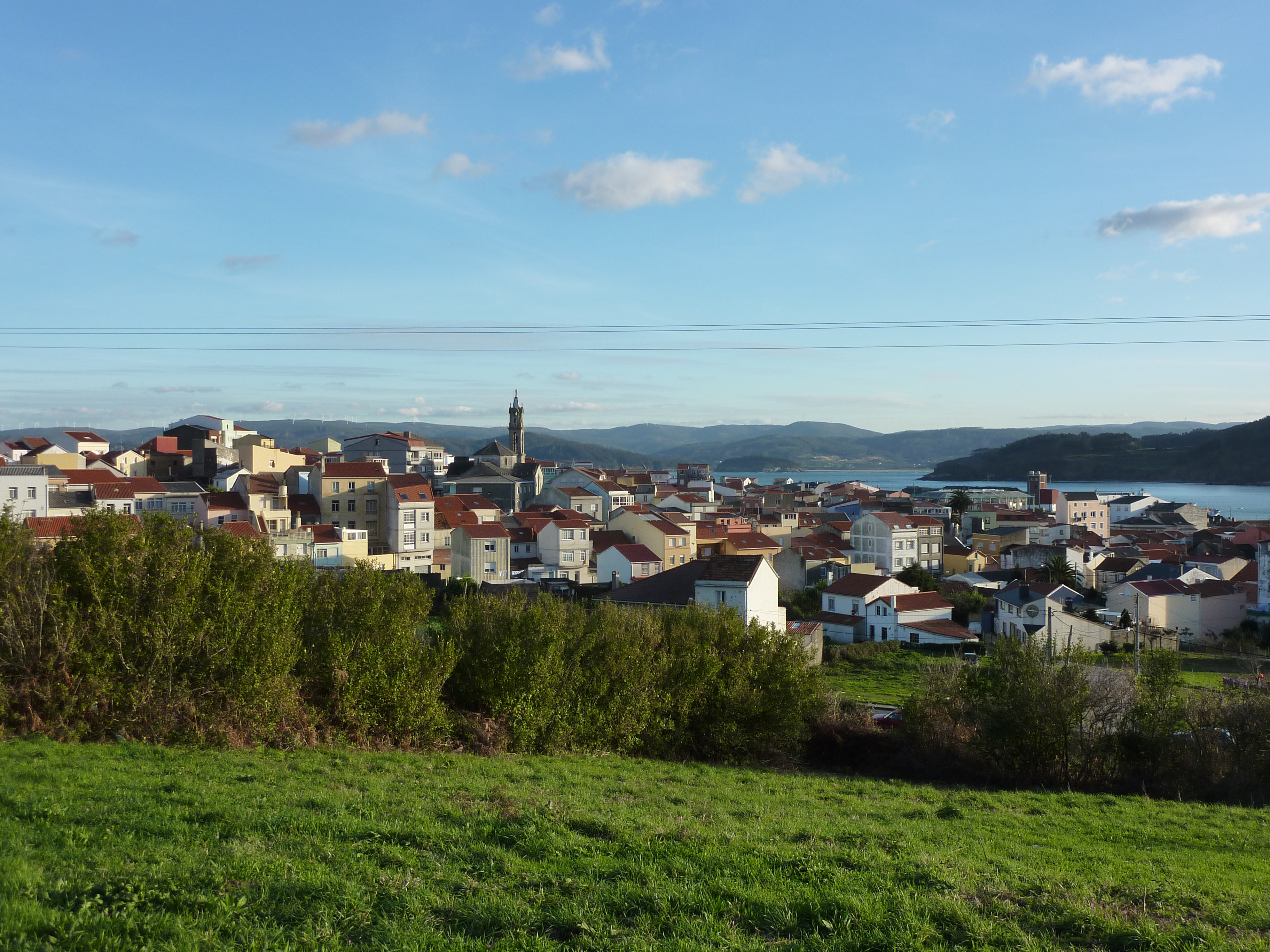
Cariño
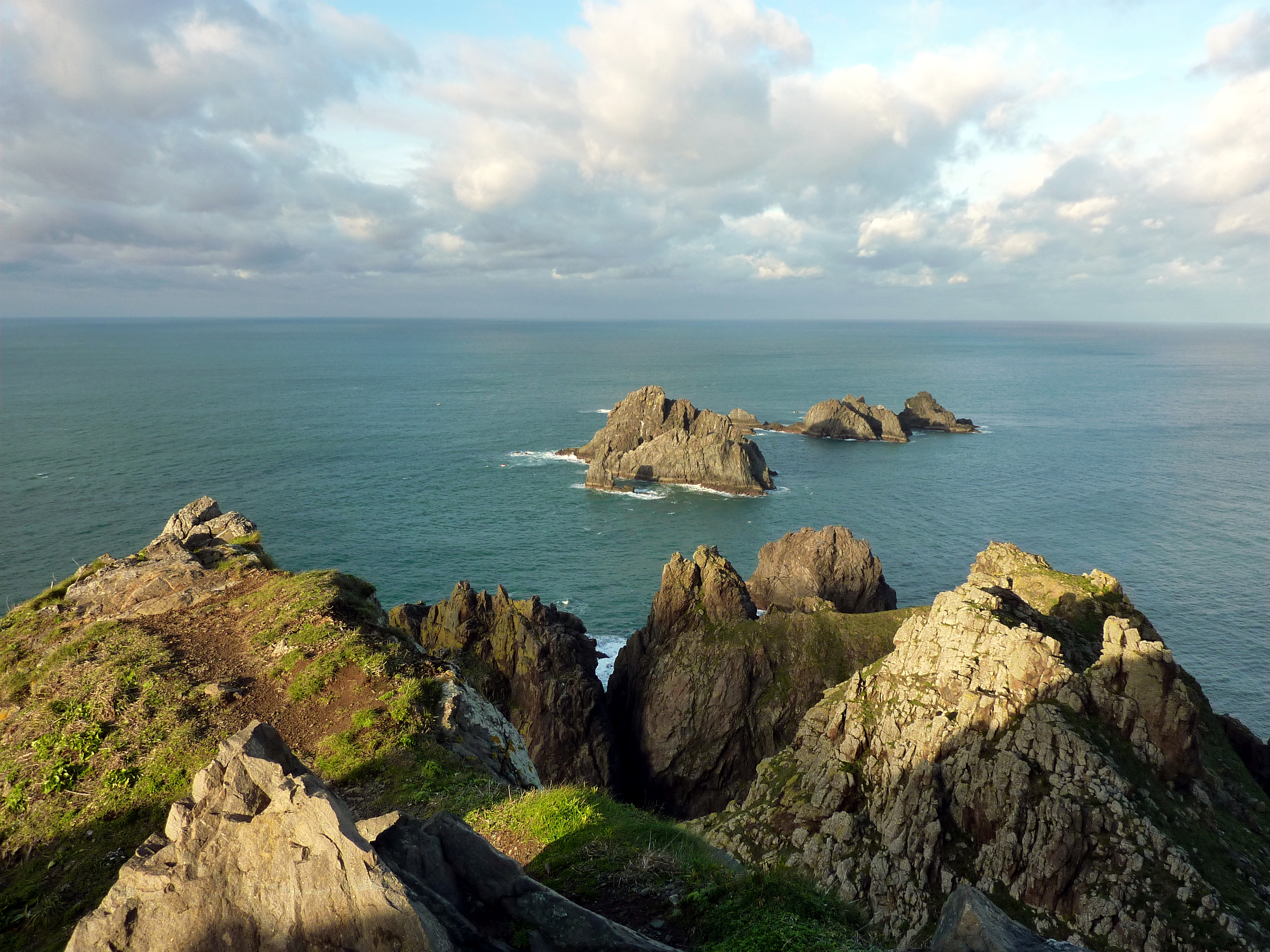
Cabo Ortegal